# Любомирский, Константин Яцек
Князь Константин Яцек Любомирский (1620—1663) — польский аристократ, кравчий великий коронный (1658), подчаший великий коронный (1658—1663), староста садецкий и белоцерковский. Владелец Ярослава.

## Биография
Представитель польского магнатского рода Любомирских герба «Шренява». Младший сын воеводы русского и краковского, князя Станислава Любомирского (1583—1649) от брака с Софьей Александровной Острожской (1595—1622). Старшие братья — воевода краковский Александр Михаил Любомирский (1614—1677) и гетман польный коронный Ежи Себастьян Любомирский (1616—1667).
После смерти своего отца Константин Яцек Любомирский унаследовал часть отцовских владений. В 1654 году в Новом Сонче во францисканском костёле Рождества Пресвятой Девы Марии, основанном на средства Константина Яцека, была построена часовня Преображения Господня. Также являлся основателем католического костёла Ярославе.
Известный военачальник в войнах Речи Посполитой с восставшими украинскими казаками (1648—1654), Швецией (1655—1660) и Русским государством (1654—1667). В 1655 году шведские войска захватили и разграбили замок Новы-Виснич. В 1658 году получил должность кравчего великого коронного, в том же году был назначен подчашим великим коронным.
В 1648 году женился на Домицилле Барбаре Щанявской (ум. до 1676), от брака с которой не имел потомства. Через три года после смерти мужа Домицилла Щанявская в 1667 году вторично вышла замуж за старосту гузовского Николая Викторина Грудзинского (ок. 1636—1704).